# Gerald McClellan
Pour les articles homonymes, voir McClellan.
Gerald McClellan est un boxeur américain né le 23 octobre 1967 à Freeport, Illinois. 

## Carrière professionnelle
Il devient champion du monde des poids moyens WBO le 20 novembre 1991 en battant par arrêt de l'arbitre dès la 1re reprise John Mugabi. McClellan laisse son titre vacant l'année suivante et bat le 8 mai 1993 Julian Jackson pour le gain de la ceinture WBC. Il conserve 3 fois cette ceinture, à chaque fois par KO au premier round dont une revanche contre Julian Jackson avant de la laisser également vacante pour affronter Nigel Benn, champion WBC des super moyens. 

### Combat contre Nigel Benn
Le combat a lieu le 25 février 1995 à Londres. McClellan fait subir deux knockdowns à son adversaire au 1er et 8e round. Dans la 9e reprise, Benn manque un coup et perd l'équilibre, McClellan est étourdi par un choc de tête. Dans le 10e round, il met deux fois un genou à terre, la 2e fois, il ne se relève pas à temps et perd le combat. Quelques instants plus tard, il s'évanouit soudainement dans son coin. Emmené d'urgence à l'hôpital, il est rapidement opéré mais après deux semaines dans le coma, les médecins constatent à son réveil des dégâts irréversibles au cerveau. Il est à présent lourdement handicapé. Pratiquement aveugle, il ne peut quasiment plus se déplacer par ses propres moyens.

## Distinctions
- Ses victoires contre John Mugabi au 1er round et Julian Jackson au 5e round sont élues KO de l'année en 1991 et 1993.
- Il est considéré comme le 27e plus gros puncheur de l'histoire de la boxe selon Ring Magazine[4] dans un classement établi en 2003.